# Paraciclismo
Il paraciclismo è uno sport per disabili che deriva dal ciclismo. I primi prototipi di handbike comparvero all'inizio del ventesimo secolo, mentre vere e proprie biciclette per disabili fisici negli anni sessanta. Nel decennio successivo iniziò ad essere praticato il tandem per i non vedenti e infine le handbike per persone in sedia a rotelle negli anni novanta.

## Regolamento
Il paraciclismo segue le stesse regole stabilite dall'Unione Ciclistica Internazionale, che vengono adattate in base al tipo di disabilità e prevede diverse discipline su strada e su pista.

## Equipaggiamento
L'uso del casco è obbligatorio ed il colore cambia in base alla categoria.
I non vedenti corrono su tandem, mentre atleti con handicap fisici su biciclette modificate. Le handbike sono invece riservate a disabili in sedia a rotelle.

## Classificazioni delle disabilità
Gli atleti sono classificati in differenti categorie in base al tipo di disabilità. Nel paraciclismo esistono quattro divisioni: Handcycle, Tricycle, Cycle e Tandem.

### Handcycle
Gli atleti classificati in H1, H2, H3 e H4 gareggiano in Handbike in posizione sdraiata, mentre quelli classificati H5 sono inginocchiati.

### Tricycle
Gli atleti che gareggiano con il triciclo non sono in grado di manovrare una bicicletta normale causa spasticità, atassia, atetosi e distonia. Sono classificati in due categorie, T1 e T2.

### Tandem
Gli atleti ciechi e ipovedenti gareggiano in un'unica categoria.

## Classi di paraciclismo
| Categoria    | Maschile | Femminile |
| ------------ | -------- | --------- |
| Tandem       | MB       | WB        |
| Handcycle H1 | MH1      | WH1       |
| Handcycle H2 | MH2      | WH2       |
| Handcycle H3 | MH3      | WH3       |
| Handcycle H4 | MH4      | WH4       |
| Handcycle H5 | MH5      | WH5       |
| Tricycle T1  | MT1      | WT1       |
| Tricycle T2  | MT2      | WT2       |
| Cycle C1     | MC1      | WC1       |
| Cycle C2     | MC2      | WC2       |
| Cycle C3     | MC3      | WC3       |
| Cycle C4     | MC4      | WC4       |
| Cycle C5     | MC5      | WC5       |

## Competizioni
Le competizioni ciclistiche per atleti diversamente abili hanno inizio negli anni ottanta. Dal 1998 si corrono i campionati del mondo di paraciclismo, sotto la gestione dell'Unione Ciclistica Internazionale.
In Italia dal 2009 si svolge il Giro d'Italia di handbike patrocinato dal CONI-

### Ai Giochi paralimpici estivi
Il paraciclismo è diventato sport ufficiale ai VIII Giochi paralimpici estivi di Seul 1988, anno in cui furono corse esclusivamente prove su strada. Tuttavia, quattro anni prima, ai VII Giochi paralimpici estivi di Stoke Mandeville il paraciclismo era stato sport dimostrativo. Il ciclismo su pista fa parte dei Giochi paralimpici dall'edizione 1996.